# Södertälje (đô thị)
Đô thị Södertälje (tiếng Thụy Điển: Södertälje kommun) là một đô thị ở hạt Stockholm của Thụy Điển. Thủ phủ là thị xã Södertälje. Dân số thời điểm 31 tháng 12 năm 2000 là 77882 người.